# Chrysolina osellai
Chrysolina osellai es un coleóptero de la familia Chrysomelidae.
Fue descrita científicamente en 1979 por Daccordi & Ruffo.